# Tjockpalpsstövslända
Tjockpalpsstövslända (Cuneopalpus cyanops) är en insektsart som först beskrevs av Rostock 1876.  Tjockpalpsstövslända ingår i släktet Cuneopalpus och familjen fransgaffelstövsländor. Arten är reproducerande i Sverige. Inga underarter finns listade i Catalogue of Life.